# Sirobuja
Sirobuja – dzielnica Splitu, drugiego co do wielkości miasta Chorwacji. Leży na południowo-wschodnich obrzeżach miasta, ma 2 295 mieszkańców i 0,95 km² powierzchni.
Obszar dzielnicy Sirobuja ogranicza od południa ulica Kralja Držislava.
Dzielnice sąsiadujące z Sirobuja:
- od północnego zachodu – Mejaši,
- od północnego wschodu – miejscowość Kamen wchodząca w skład miasta Split,
- od wschodu – Šine,
- od południowego wschodu – miejscowość Stobreč (wchodząca w skład miasta Split),
- od południowego zachodu – Žnjan.